# Lomaiviti

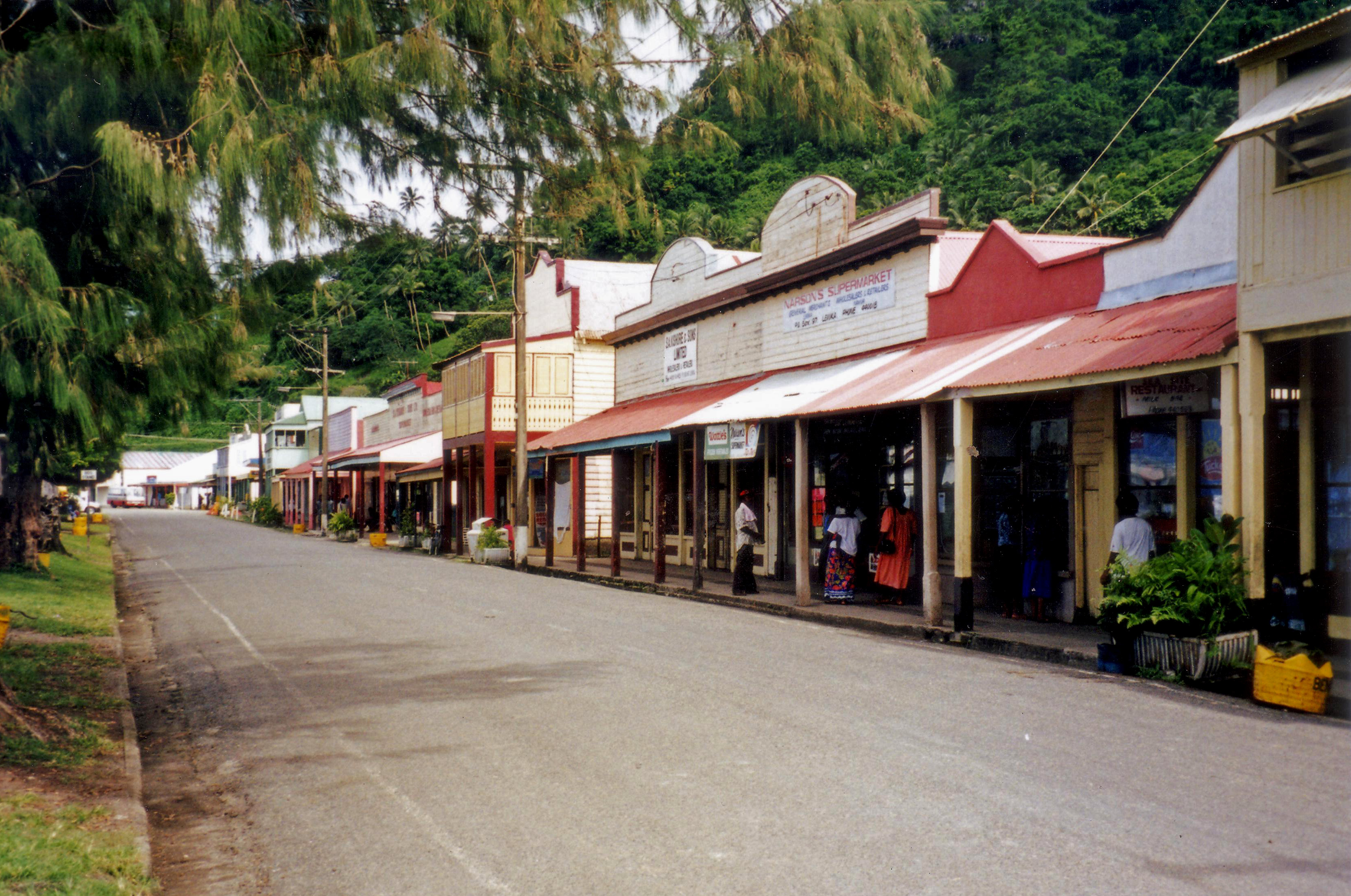
Zdjęcie zrobione w Levuka

Lomaiviti – prowincja w Dystrykcie Wschodnim, w Fidżi. W 2017 populacja Lomaiviti wynosiła 15 657. Powierzchnia prowincji to 411 km². Głównym miastem prowincji jest Levuka. Lomaiviti w całości obejmuje archipelag wysp o tej samej nazwie.